# Gabriela Bugla-Płoskońska
Gabriela Bugla-Płoskońska – polska mikrobiolog, dr hab. nauk biologicznych, profesor nadzwyczajny Instytutu Genetyki i Mikrobiologii Wydziału Nauk Biologicznych Uniwersytetu Wrocławskiego.

## Życiorys
26 września 2002 obroniła pracę doktorską pt. Wpływ lipopolisacharydów zawierających kwas sjalowy pałeczek gramujemnych na reakcję bakteriobójczą białek dopełniacza, otrzymując doktorat, a 28 października 2010 habilitowała się na podstawie oceny dorobku naukowego i pracy zatytułowanej Wrażliwość pałeczek gramujemnych posiadających w strukturach powierzchniowych kwas sjalowy na bakteriobójcze działanie surowicy.
Pełni funkcję profesora nadzwyczajnego w Instytucie Genetyki i Mikrobiologii na Wydziale Nauk Biologicznych Uniwersytetu Wrocławskiego, przewodniczącego na Oddziale Wrocławskim Polskiego Towarzystwa Mikrobiologów, oraz prodziekana na Wydziale Nauk Biologicznych Uniwersytetu Wrocławskiego.

## Wybrane publikacje
- 2005: The susceptibility of Anaerobic Bacterie isolated from Periodonatal Diseases to Photodynamic Inactivation with Fotolon (Chlorin e6)[1]
- 2005: Relationship between succeptibility to bactericidal action of serum and outer membrane protein patterns in E. coli K1 strains[1]
- 2008: Elektroforetyczny rozdział białek błony zewnętrznej (OMP) wybranych szczepów Salmonella ESBL(-) i ich transkoniugantów ESBL(+)[1]
- 2012: Bacterial cell surface – place where C3 complement activation occurs[1]
- 2015: Phosphine derivatives of sparfloxacin- synthesis, structures and in vitro activity[1]